# Meniscomorpha mirabilis
Meniscomorpha mirabilis là một loài tò vò trong họ Ichneumonidae.